# Miss Fortune (Achterbahn)
Miss Fortune (Achterbahn) è un'opera della compositrice Judith Weir, la prima a 17 anni da Blond Eckbert del 1994.
Libretto e musica della compositrice, andò in prima al Festspielhaus di Bregenz in Austria il 21 luglio 2011. L'opera era commissionata congiuntamente e co-prodotta dal Festival di Bregenz e la Royal Opera House, Covent Garden, Londra. Il direttore è stato Chen Shi-Zheng e il conduttore Paul Daniel. La scenografia è di Tom Pye e il cast include Andrew Watts, Emma Bell e Anne-Marie Owens.

## Trama

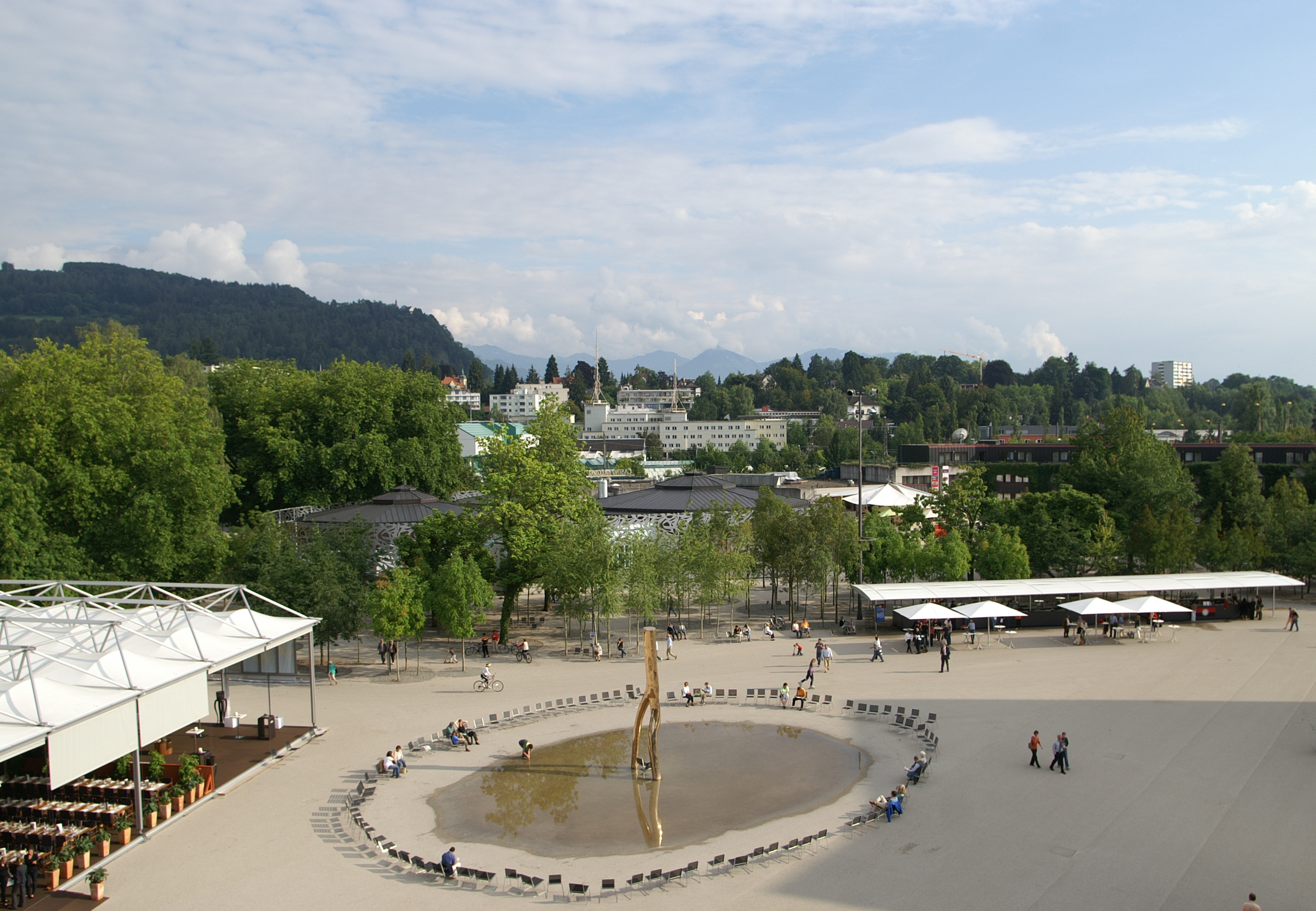
Piazza davanti al Festspielhaus

L'opera è stata ispirata da un racconto popolare italiano e basato su di esso. Racconta di Tina, una giovane donna la cui famiglia benestante improvvisamente incontra tempi duri. Lei decide di seguire la propria strada nel mondo, cercando di esistere lavorando in occupazioni estenuanti. Ogni volta che la fortuna sembra girare per il meglio, viene abbattuta da un'altra sventura. In seguito, però, farà conoscenza con il suo Destino (Miss Fortune) e dopo questo la sua vita cambierà in meglio.
La Weir ha aggiornato l'azione al XXI secolo, adattando la storia come una parabola molto attuale circa gli alti e bassi della vita. Il suo grande interesse per il folklore e la musica popolare della Scozia, Islanda, India e Cina hanno decisamente influenzato il suo stile molto personale e originale. Molte delle opere teatrali di Weir si basano su racconti popolari fantastici e onirici, che riflettono la sua fascinazione e passione per la narrazione.

## Critica
Gerhard R. Koch, recensendo Sul giornale Frankfurter Allgemeine del 25 luglio fece queste osservazioni:
«La musica di Judith Weir che ha scritto anche il libretto dell'opera, non è né avanguardia pura né sperimentale, ma ha estratto lo stile folcloristico e le voci cantate come fece Britten, ma senza diventare retrospettiva. Tonalità e atonalità non sono applicate in maniera rigorosamente antitetica, quindi le idee dei minimalisti americani Reich e Riley sono molto presenti. Questa musica ha un colore e un impulso ritmico; essa crea sonorità particolari, senza perdersi in modelli descrittivi.»
L'opera va poi in scena a Londra nel marzo 2012, ottenendo almeno due recensioni negative. Edward Seckerson sull'Independent (Londra) scrisse di una «Miss Fortune (che è gioco di parole voluto tra Miss Fortune, ovvero Signora Fortuna e misfortune, cioè sfortuna, sventura) di nome e di fatto" e ha descritto l'opera come "sciocca e ingenua" e "uno spreco di talento e di risorse", con un libretto che "oscilla tra la banalità e la commedia involontaria (o è ironia?), pieno di luoghi comuni e goffe metafore" e "scaltro come un visitatore da Venere». Andrew Clements scrisse sul Guardian di «due lunghe ore nella opera house», con scene che «si succedono come cartoni animati, senza caratterizzazione reale o un confronto, e senza indicare una forma drammatica».
La prima americana di Miss Fortune fu originariamente programmata nel 2011 Santa Fe Opera per far parte della sua stagione 2014, ma nell'estate del 2012 fu annunciato che sarebbe stata sostituita dalla prima nord americana di Huang Ruo's Dr. Sun Yat-sen.